# Andrzej Ozga
Andrzej Ozga (ur. 18 października 1958 w Warszawie) – polski aktor, piosenkarz, autor i satyryk, także reżyser.
Absolwent PWST w Warszawie (1981). Od czasu studiów autor tekstów piosenek, które śpiewali tacy wykonawcy polskiej estrady jak Michał Bajor, Ewa Błaszczyk, Edyta Geppert, Anna Maria Jopek, Agnieszka Matysiak, Katarzyna Skrzynecka czy Andrzej Zieliński. Ma na swym koncie realizacje teatralne i telewizyjne w oparciu o utwory lub tłumaczenia jego autorstwa.
Trzykrotny laureat Ogólnopolskiego Przeglądu Piosenki Aktorskiej we Wrocławiu. W 2006 roku w XV Konkursie Teatrów Ogródkowych w Warszawie otrzymał pierwszą nagrodę publiczności dla spektaklu Edith i Marlene Evy Pataki Teatru Dramatycznego z Elbląga.